# Святотроїцьке (Пологівський район)
Святотроїцьке — село в Україні, у Розівській селищній громаді Пологівського району Запорізької області. Населення становить 317 осіб. До 2018 орган місцевого самоврядування — Зорянська сільська рада.
Село тимчасово окуповане російськими військами 24 лютого 2022 року в ході російсько-української війни.

## Географія
Село Святотроїцьке розташоване за 3 км від села Зоря.

## Історія
Село засноване 1843 року під первинною назвою Тигартек; за іншими даними у 1823 році, як село Ейхвальд, № 15.
У 1872 році перейменуване в Святотроїцьке. У 1920 році — в село Урицьке. 
У 1925—1939 роках село входило до складу Люксембурзького німецького національного району Маріупольської округи (з 1932 року — Дніпропетровської області, з 1939 року — Запорізької області).
У 2016 році відновлена назва села — Святотроїцьке.
5 квітня 2018 року Зорянська сільська рада, в ході децентралізації, об'єднана з Розівською селищною громадою.
12 червня 2020 року, відповідно до розпорядження Кабінету Міністрів України № 713-р «Про визначення адміністративних центрів та затвердження територій територіальних громад Запорізької області», увійшло до складу Розівської селищної громади.
19 липня 2020 року, в результаті адміністративно-територіальної реформи та ліквідації Розівського району, село увійшло до складу Пологівського району.
З початку широкомасштабного російського вторгнення в Україну село перебуває під тимчасовою окупацією загарбників.
22 липня 2022 року у селі пролунала серія вибухів. Тут російські окупанти влаштували військову базу біля водозабірної станції. У соцмережах окупанти поширювали інформацію, що це українські ЗСУ розгромили водозабірну станцію. При цьому про жодні жертви вони не говорли. Проте місцеві жителі повідомили, що звідси вже вивезли близько 40 загиблих та близько 80 поранених загарбників з Росії та ДНР.